# 下平隆宏
下平 隆宏（しもたいら たかひろ、1971年12月18日 - ）は、青森県三戸郡五戸町出身の元プロサッカー選手、サッカー指導者。現役時代のポジションはミッドフィールダー（MF）。元日本代表。

## 来歴

### プロ入り前
兄の影響でサッカーを始める。青森県立五戸高等学校では中盤の攻撃的プレイヤーで、インターハイや高校選手権大会の出場経験を有する。
高校卒業後に美容師として東京での就職が内定していたが、サッカー選手の夢を断ちがたく、小学校時代の恩師の紹介で日立製作所サッカー部（後の柏レイソル）のテストを受け、1990年に社員選手として入団。テクニックで勝負するのは厳しいと感じ、守備で貢献するボランチへと転向した。

### 日立製作所・柏レイソル
1993年にレギュラーを掴んだことで1994年になってプロ契約を締結。同年は柱谷幸一とドイスボランチを構成し、ジャパンフットボールリーグで準優勝。翌年からのJリーグ昇格を果たした。以後、Jリーグにおいても的確なカバーリングと激しいタックルで中盤の守備を支え、1997年には加茂周監督率いる日本代表にも選出された。柏では主将も務め、1999年のナビスコカップでは自身の手で優勝カップを掲げた。同クラブでコーチ及び監督を務めた西野朗は、チームの中心的存在となった下平を「柏の魂」と評した。

### FC東京
2000年、西野から「ボランチに外国人を獲るから来季は出場機会が減ることになる」と告げられ、2年契約を打診するFC東京への移籍を決意。2001年より完全移籍した。加入早々にして主将に就任。同年、ボランチには三浦文丈及び浅利悟が入ることが多く、満足に出場することは出来なかったが、下平の努力を絶やさない姿勢はチームの財産となった。2002年は三浦・浅利の負傷もあり、ほぼレギュラーとしてプレー。左サイドバックを務めることもあった。

### 柏レイソル復帰
2003年、強い復帰要請を受け3年ぶりに柏へ復帰。堅実な守備は健在で、高いプロ意識は若手の見本となった。2004年末に現役引退を表明。

### 柏レイソル監督・スタッフ
引退後は柏レイソル強化部スタッフとしてスカウト活動に携わった後、2009年にU-18ユースチームのコーチに、2010年からは監督に就任。同年S級ライセンス取得。2012年のクラブユース選手権ではチーム発足以来初の優勝を果たした。2016年からはトップチームのヘットコーチに就任したが、この年からトップチーム監督に就任したミルトン・メンデスが3月12日に家族の健康上の理由で退任したため、同日付で監督に昇格した。J2降格の危機からチームを建て直し7位でファーストステージを終えた。セカンドステージでは一時優勝争いに加わったが、最終的にステージ5位、通年ではリーグ8位の成績となった。2017年シーズンは前年同様優勝争いに加わり、最終順位は2014年以来の4位となりAFCチャンピオンズリーグ2018プレーオフ出場権を獲得した。
2018年シーズンはプレーオフを勝利しACL本戦に出場を果たしたが一次リーグ敗退に終わる。リーグ戦では第14節終了時点で5勝2分7敗の11位という成績で、5月12日に成績不振を理由に監督を解任され、強化チームダイレクターへ異動した。

### 横浜FC監督・ヘッドコーチ
2019年、J2・横浜FCのヘッドコーチに就任。同年5月14日に解任されたタヴァレスの後任として、同日付で横浜FCの監督に昇格した。監督就任時はJ2・14位だったチームを29試合で19勝7分3敗という成績で2位へ導き、チームとして13年ぶりのJ1昇格を達成した。以上のことが評価され、同年のJリーグアウォーズにおいてJ2優秀監督賞を受賞した。2020年は新型コロナウイルス感染症流行の影響を受けJ2降格無しのレギュレーションへの変更はあったものの、例年通りであれば残留圏内となる15位でフィニッシュした。
2021年は開幕から8試合で1分7敗の最下位に低迷し、4月7日付で監督を解任された。

### 大分トリニータ監督
2022年より、J2・大分トリニータの監督に就任。
最終順位は5位。J1参入プレーオフに進出。熊本に2-2で引き分け、1年でのJ1復帰を逃した。
2023年の11月10日、退任が発表された。

### V・ファーレン長崎監督・ヘッドコーチ
2024年1月5日、V・ファーレン長崎のヘッドコーチに就任することが発表された。なお、2024年の監督契約を当初更新していたファビオ・カリーレが、その後サントスFC監督就任の意向を表明し、長崎に対して正式なオファーがないままサントス側で就任会見も実施した事を踏まえ、下平が暫定でチームの指揮を執る事も併せて発表されている。
2月15日、正式にV・ファーレン長崎の監督に就任した。
7月28日に行われたファン感謝祭イベント中に負傷し、途中退場。右足アキレス腱断裂の診断を受け、翌日に手術を受けた。
2025年は前半戦を終えて7勝7分5敗の8位となり、6月16日に契約解除が発表された。

## 所属クラブ
- 五戸南スポーツ少年団 (五戸町立五戸南小学校)[3]
- 青森県五戸町立五戸中学校[2]
- 1987年 - 1989年 青森県立五戸高等学校[2]
- 1990年 - 2000年  日立製作所 / 柏レイソル
  - 1994年2月 - 5月  ユヴェントスFCプリマベーラ (短期留学)
- 2001年 - 2002年  FC東京
- 2003年 - 2004年  柏レイソル

## 個人成績
| 国内大会個人成績 | 国内大会個人成績 | 国内大会個人成績 | 国内大会個人成績 | 国内大会個人成績 | 国内大会個人成績 | 国内大会個人成績 | 国内大会個人成績  | 国内大会個人成績 | 国内大会個人成績 | 国内大会個人成績 | 国内大会個人成績 |
| 年度             | クラブ           | 背番号           | リーグ           | リーグ戦         | リーグ戦         | リーグ杯         | リーグ杯          | オープン杯       | オープン杯       | 期間通算         | 期間通算         |
| 年度             | クラブ           | 背番号           | リーグ           | 出場             | 得点             | 出場             | 得点              | 出場             | 得点             | 出場             | 得点             |
| 日本             | 日本             | 日本             | 日本             | リーグ戦         | リーグ戦         | JSL杯/ナビスコ杯 | JSL杯/ナビスコ杯  | 天皇杯           | 天皇杯           | 期間通算         | 期間通算         |
| ---------------- | ---------------- | ---------------- | ---------------- | ---------------- | ---------------- | ---------------- | ----------------- | ---------------- | ---------------- | ---------------- | ---------------- |
| 1990-91          | 日立             |                  | JSL2部           | 3                | 0                | 0                | 0                 |                  |                  |                  |                  |
| 1991-92          | 日立             | 27               | JSL1部           | 21               | 0                | 1                | 0                 |                  |                  |                  |                  |
| 1992             | 日立             |                  | 旧JFL1部         | 17               | 1                | -                | -                 |                  |                  |                  |                  |
| 1993             | 柏               | 22               | 旧JFL1部         | 14               | 2                | 6                | 0                 | 1                | 0                | 21               | 2                |
| 1994             | 柏               | 5                | 旧JFL            | 27               | 2                | 1                | 0                 | 0                | 0                | 28               | 2                |
| 1995             | 柏               | -                | J                | 35               | 1                | -                | -                 | 2                | 0                | 37               | 1                |
| 1996             | 柏               | -                | J                | 28               | 0                | 14               | 1                 | 2                | 0                | 44               | 1                |
| 1997             | 柏               | 5                | J                | 24               | 0                | 6                | 0                 | 3                | 0                | 33               | 0                |
| 1998             | 柏               | 5                | J                | 25               | 0                | 3                | 0                 | 1                | 0                | 29               | 0                |
| 1999             | 柏               | 5                | J1               | 30               | 2                | 6                | 1                 | 4                | 0                | 40               | 3                |
| 2000             | 柏               | 5                | J1               | 20               | 0                | 0                | 0                 | 1                | 0                | 21               | 0                |
| 2001             | FC東京           | 5                | J1               | 16               | 0                | 3                | 0                 | 0                | 0                | 19               | 0                |
| 2002             | FC東京           | 5                | J1               | 23               | 0                | 6                | 0                 | 0                | 0                | 29               | 0                |
| 2003             | 柏               | 25               | J1               | 20               | 0                | 3                | 0                 | 2                | 0                | 25               | 0                |
| 2004             | 柏               | 25               | J1               | 13               | 0                | 3                | 0                 | 1                | 0                | 17               | 0                |
| 通算             | 日本             | 日本             | J1               | 234              | 3                | 44               | 2\|\|\|\|\|\|\|\| |                  |                  |                  |                  |
| 通算             | 日本             | 日本             | JSL1部           | 21               | 0                | 1                | 0\|\|\|\|\|\|\|\| |                  |                  |                  |                  |
| 通算             | 日本             | 日本             | JSL2部           | 3                | 0                | 0                | 0\|\|\|\|\|\|\|\| |                  |                  |                  |                  |
| 通算             | 日本             | 日本             | 旧JFL1部         | 58               | 5                | 7                | 0\|\|\|\|\|\|\|\| |                  |                  |                  |                  |
| 総通算           | 総通算           | 総通算           | 総通算           | 316              | 8                | 52               | 2\|\|\|\|\|\|\|\| |                  |                  |                  |                  |

その他の公式戦
- 1991年
  - コニカカップ 3試合0得点

## 代表歴
- 日本代表 (1997年、0試合0得点)

## 指導歴
- 2005年 - 2018年 柏レイソル
  - 2005年 - 2008年：普及コーチ[15] (スカウト兼務)
    - 2005年：流通経済大学付属柏高校 コーチ[15]

  - 2009年：U-18 コーチ
  - 2010年 - 2015年：U-18 監督
  - 2016年1月 - 3月：トップチーム ヘッドコーチ
  - 2016年3月 - 2018年5月：トップチーム 監督
  - 2018年5月 - 2018年12月 強化チームダイレクター
- 2019年 - 2021年4月 横浜FC
  - 2019年1月 - 5月 ：ヘッドコーチ[36]
  - 2019年5月 - 2021年4月：監督
- 2022年 - 2023年 大分トリニータ：監督
- 2024年 - V・ファーレン長崎
  - 2024年1月 - 2月：ヘッドコーチ
  - 2024年2月 - 2025年6月：監督

## 監督成績
| 年度   | クラブ | 所属    | リーグ戦 | リーグ戦 | リーグ戦 | リーグ戦 | リーグ戦 | リーグ戦 | リーグ戦 | カップ戦             | カップ戦 | 他公式戦                     |
| 年度   | クラブ | 所属    | 順位     | 順位     | 勝点     | 試合     | 勝       | 分       | 敗       | Jリーグ杯            | 天皇杯   | 他公式戦                     |
| ------ | ------ | ------- | -------- | -------- | -------- | -------- | -------- | -------- | -------- | -------------------- | -------- | ---------------------------- |
| 2016   | 柏     | J1・1st | 7位      | 8位      | 23       | 14       | 6        | 5        | 3        | グループステージ敗退 | 4回戦    | -                            |
| 2016   | 柏     | J1・2nd | 5位      | 8位      | 30       | 17       | 9        | 3        | 5        | グループステージ敗退 | 4回戦    | -                            |
| 2017   | 柏     | J1      | 4位      | 4位      | 62       | 34       | 18       | 8        | 8        | グループステージ敗退 | ベスト4  | -                            |
| 2018   | 柏     | J1      | -        | -        | 17       | 14       | 5        | 2        | 7        | -                    | -        | ACL2018 グループステージ敗退 |
| 2019   | 横浜FC | J2      | 2位      | 2位      | 64       | 29       | 19       | 7        | 3        | -                    | 3回戦    | -                            |
| 2020   | 横浜FC | J1      | 15位     | 15位     | 33       | 34       | 9        | 6        | 19       | グループステージ敗退 | -        | -                            |
| 2021   | 横浜FC | J1      | -        | -        | 1        | 8        | 0        | 1        | 7        | -                    | -        | -                            |
| 2022   | 大分   | J2      | 5位      | 5位      | 66       | 42       | 17       | 15       | 10       | グループステージ敗退 | 3回戦    | J1参入PO 1回戦敗退           |
| 2023   | 大分   | J2      | 9位      | 9位      | 62       | 42       | 17       | 11       | 14       | -                    | 2回戦    |                              |
| 2024   | 長崎   | J2      | 3位      | 3位      | 75       | 38       | 21       | 12       | 5        | POラウンド敗退       | ベスト16 |                              |
| J1通算 | J1通算 | J1通算  | -        | -        | -        | 121      | 47       | 25       | 49       | -                    | -        | -                            |
| J2通算 | J2通算 | J2通算  | -        | -        | -        | 151      | 57       | 34       | 18       | -                    | -        | -                            |
| 総通算 | 総通算 | 総通算  | -        | -        | -        | 272      | 104      | 59       | 67       | -                    | -        | -                            |

- 2016年は1st・第4節からの指揮
- 2018年は第14節までの指揮
- 2019年は第14節からの指揮
- 2021年は第8節までの指揮

## タイトル

### 選手時代

#### クラブ
日立製作所
- JSL2部：1回（1990年-91年）

柏レイソル
- Jリーグカップ：1回（1999年）

### 指導者時代

#### 個人
- J2リーグ・優秀監督賞：1回（2019年）